# Duarte Ferreira
Duarte Ferreira (* 1. November 1992) ist ein ehemaliger angolanischer Autorennfahrer. 2011 ging er in der Indy Lights an den Start.

## Karriere
Ferreira begann seine Motorsportkarriere 1999 im belgischen Kartsport und blieb bis 2005 in dieser Sportart aktiv. Von 2006 bis 2009 nahm Ferreira an Rennfahrschulen teil und absolvierte Testfahrten in Fahrzeugen der Formel Renault 1.6 sowie 2.0. 2010 wechselte Ferreira in den Formelsport und startete für verschiedene Teams in der südamerikanischen Formel-3-Meisterschaft. Er gewann fünf Mal die B-Wertung und beendete die Saison auf dem dritten Platz dieser Wertung. Seine besten Gesamtplatzierungen waren drei dritte Plätze.
2011 ging Ferreira für Bryan Herta Autosport in der nordamerikanischen Indy Lights an den Start. Mit einem dritten Platz als bestes Ergebnis lag er am Saisonende auf dem achten Gesamtrang.

## Radsport
Seit 1. August 2013 ist er bei dem portugiesischen Continental Team Louletano-Dunas Douradas als Fahrer registriert.

## Persönliches
Ferreira wurde in Portugal geboren und wuchs in Belgien auf.

## Statistik

### Karrierestationen
- 1999–2005: Kartsport
- 2010: Südamerikanische Formel 3, B-Klasse (Platz 3)
- 2011: Indy Lights (Platz 8)